# Premio Giornalistico Gaspare Barbiellini Amidei
Il Premio Giornalistico Gaspare Barbiellini Amidei, dedicato a Gaspare Barbiellini Amidei, scrittore e giornalista, già vicedirettore vicario de il Corriere della Sera e professore universitario, è rivolto ai giovani autori di servizi giornalistici pubblicati o trasmessi su testate italiane e della Svizzera italiana.

## Origine
Il Premio nasce all’inizio del 2008 sotto l’Alto Patronato del Presidente della Repubblica Italiana, con l’obiettivo di premiare i giovani sotto i 35 anni impegnati nella professione, per incoraggiare un giornalismo libero, innovativo e di qualità, così da ricordare l’impegno su questo fronte del giornalista improvvisamente scomparso nell’estate del 2007, a 72 anni. Dal suo avvio il Premio è promosso e organizzato da un Comitato composto da familiari e giovani amici di Gaspare Barbiellini Amidei. Il Premio ha raccolto il patrocinio dell’Ordine Nazionale dei Giornalisti, dell’Ordine dei Giornalisti del Lazio, della Federazione Nazionale Stampa Italiana, dell’Associazione Ticinese dei Giornalisti e della Città di Lugano. Nel 2019 l'edizione del Premio ha ricevuto la Medaglia del Presidente della Repubblica.

## Finalità
il Premio Giornalistico Gaspare Barbiellini Amidei intende valorizzare ciascun anno il miglior articolo e servizio radio-televisivo realizzati da due giornaliste/i under 35 anni che abbiano saputo raccontare l'Italia contemporanea, anche in una prospettiva internazionale, come appare agli occhi di chi è nei primi anni della professione, con l'obiettivo di incoraggiare un giornalismo libero, innovativo e di qualità.

## Caratteristiche
Il Premio si articola in due sezioni: carta stampata e nuovi media; radio e televisione. Carattere innovativo e unico alla sua nascita del Premio è che la partecipazione si sviluppa unicamente attraverso la rete. Il Premio è aperto a tutti i giovani giornalisti che si registrano e inviano i propri lavori attraverso il sito del Premio www.barbielliniamidei.it. I lavori candidati devono essere stati pubblicati su una testata giornalistica nell'anno precedente l'avvio dell'edizione del Premio.

## Giuria
Sono membri della Giuria del Premio giornalisti e professionisti dei media che hanno lavorato con Gaspare Barbiellini Amidei, in amicizia lo hanno letto e ascoltato, gli hanno insegnato o hanno appreso da lui. Il Giurato Speciale partecipa alla Giuria come esperto sul tema scelto per l’edizione dell’anno. Nel 2019 (XII Edizione) facevano parte della Giuria: Bachisio Bandinu, Arrigo Benedetti (Coordinatore), Ferruccio de Bortoli, Alberto Brandani, Gabriele Canè, Francesco Carrassi, Francesca Romana Ceci, Giulia Cerasoli, Ilaria D’Amico, Giancarlo Dillena, Francesco Guidara, Alfredo Macchi, Claudio Magris, Terry Marocco, Ivo Mej, Massimo Nava, Antonio Patuelli, Venanzio Postiglione, Fulco Pratesi, Gianni Riotta, Barbara Rizzo, Giangiacomo Schiavi, Carlo Verdelli, Andrea Vianello; Lucio Caracciolo come Giurato Speciale per il tema della XII Edizione.
Sono stati Giurato Speciale per le precedenti edizioni, a partire dalla prima: Andrea Riccardi, Ferruccio de Bortoli, Fulco Pratesi, Tullio De Mauro, Stefano Rodotà, Umberto Eco, Dacia Maraini, Staffan de Mistura, Cristina Comencini, Ermanno Olmi, Laura Morante.
Hanno fatto parte della Giuria anche Ulderico Bernardi, Ed Brunetti, Arturo Colombo, Pierfrancesco De Robertis, Michele Fazioli, Attilio Giordano, Giuseppe Mascambruno, Tullio Pericoli e Emanuele Pirella.

## Edizioni
Ogni edizione del Premio è dedicata a un tema che nell’anno è stato al centro dell’attenzione dei media. Il Comitato Promotore indica, all'avvio di ciascuna edizione, un tema tra quelli che più hanno caratterizzato l’anno e sono stati al centro dell’attenzione dei media.
- I Edizione, 2008: “L’Italia tra immigrazione e paura: storie di violenza, sfruttamento, razzismo, solidarietà e integrazione”, Giurato speciale Andrea Riccardi.
- II Edizione, 2009: “L’Italia e l’Europa al tempo della crisi: vivere e sopravvivere tra attesa e cambiamento”, Giurato speciale Ferruccio de Bortoli.
- III Edizione, 2010: “Quando la natura si rivolta: la forza degli elementi, l’ambiente violato, le scelte per un pianeta migliore”, Giurato speciale Fulco Pratesi.
- IV Edizione, 2011: “Dall’Italia dei Mille alle mille Italie: cronache che raccontano una nazione”, Giurato speciale Tullio De Mauro.
- V Edizione, 2012: “Cittadini e politica in crisi. Sul lavoro, in rete, nelle famiglie, piazze, scuole e chiese. Quale futuro?”, Giurato speciale Stefano Rodotà.
- VI Edizione, 2013: “Generazione 2.0 - Studio, lavoro, socialità e politica tra desiderio di nuovo e mancanza di spazio”, Giurato speciale Umberto Eco.
- VII Edizione, 2014: “Verde, Bianco e ROSA? L’Italia delle donne”, Giurato speciale Dacia Maraini.
- VIII Edizione, 2015: “Sacra violenza: terrorismo, guerra, religione, dialogo e libertà”, Giurato speciale Staffan de Mistura.
- IX Edizione, 2016: “Questa strana famiglia tra crisi e conferme: amore, figli, valori, educazione e aiuto”, Giurato speciale Cristina Comencini.
- X Edizione, 2017: “Ricchi o Poveri? Il mondo spezzato: valori, paure, sofferenze, benessere”, Giurato speciale Ermanno Olmi.
- XI Edizione, 2018: “Eva contro Adamo: i soprusi e la violenza contro le donne, il coraggio e la forza di ottenere giustizia”, Giurato speciale Laura Morante.
- XII Edizione, 2019: “EUROPA ANNO ZERO. Lavoro, diritti, sicurezza, burocrazia, povertà e immigrazione al tempo del cambiamento climatico, del sovranismo, della globalizzazione”, Giurato speciale Lucio Caracciolo.

## Vincitori
- I Edizione, 2008: Federico D’Ascoli (Sezione carta stampata e nuovi media), Federico Ruffo (radio e televisione).
- II Edizione, 2009: Emiliano Fittipaldi; Valeria Volatile.
- III Edizione, 2010: Daniela Corneo; Francesco Paolelli, Tommaso Rodano e Francesco Salvatore.
- IV Edizione, 2011: Massimiliano Del Barba; Marta Bonafoni.
- V Edizione, 2012: Giulia Dedionigi; Rosita Rosa.
- VI Edizione, 2013: Giuseppe Bottero; Martina Proietti e Cristina Scanu.
- VII Edizione, 2014: Rino Bucci; Cecilia Andrea Bacci e Alessandra Borella.
- VIII Edizione, 2015: Sivia Favasuli; Nicole Di Giulio e Antonella Spinelli.
- IX Edizione, 2016: Lidia Baratta; Laura Corsi.
- X Edizione, 2017: Tomaso Clavarino; Micaela Farrocco.
- XI Edizione, 2018: Daniele Bellocchio (Sezione carta stampata e nuovi media).
- XII Edizione, 2019: Clemente Lepore; Sacha Biazzo.

## Premiazione
La cerimonia di premiazione si svolge all’Isola d’Elba, una fine settimana tra luglio ed agosto, dall'avvio e per dieci edizioni ospitata dal Comune di Marciana, nel 2011 dal Comune di Portoferraio, le ultime 2 edizioni dal Comune di Marciana Marina.
Dall'edizione 2020, la cerimonia di premiazione è stata sospesa per le disposizioni sulla COVID-19.